# Viaggi (libro)
Viaggi (Travels) è una raccolta di episodi autobiografici di Michael Crichton pubblicato nel 1988.

## Trama
Il libro inizia narrando i corsi iniziali di medicina dell'autore fino al periodo di gavetta di Crichton e al raggiungimento del posto da medico in un importante ospedale. Ben presto però l'autore inizia a disinteressarsi al lavoro e abbandona medicina.
L'autore, insieme prima a sua moglie e poi, dopo il divorzio, con la sua nuova fidanzata, organizza affascinanti viaggi negli angoli più sperduti del pianeta. Visita Bangkok, Bonaire, Pahang, scala il monte Kilimanjaro, visita ancora l'Irlanda, Londra, il Baltistan, la Giamaica, i poli terrestri, la Nuova Guinea e altrettanti magnifici posti. Inoltre l'autore affronta anche i viaggi mistici e quelli della mente, narrando alcune sedute magiche e addirittura un piccolo esorcismo subito dall'autore.
L'autore non fa mistero di aver visitato, a Bangkok, un "bordello di bambine" (pag. 140 dell'edizione Garzanti, serie Elefanti, 2006), insieme ad un amico; non partecipa ma neanche sembra disapprovare molto, o denunciare l'amico per pedofilia.